# Anna Plochl

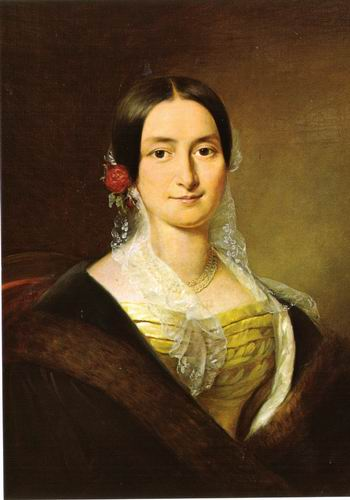
Anna Plochl

Anna Plochl (Bad Aussee, 6 januari 1804 - aldaar, 24 augustus 1885), was een Oostenrijkse vrouw die na haar morganatisch huwelijk met aartshertog Johan van Oostenrijk eerst verheven werd tot  Freifrau (barones) von Brandhofen en later tot Gräfin von Merano.
Plochl werd als dochter van postmeester Jacob Plochl en diens vrouw Anna Pilz als oudste van dertien kinderen geboren. Na de vroegtijdige dood van haar moeder, zorgde ze voor haar broertjes en zusjes. In 1819 leerde ze, als vijftienjarig meisje aartshertog Johan, een zoon van keizer Leopold II en Marie Louise van Bourbon, kennen. Ze werden verliefd en trouwden in 1829, na een lange strijd om de erkenning van dit huwelijk door keizer Frans I, een broer van Johan. Pas in 1833 kreeg het paar toestemming van de keizer om in het openbaar te verschijnen. In 1839 werd hun enige zoon geboren: Frans, graaf van Merano. Gravin Anna was een voortreffelijke kok. Ze was gespecialiseerd in de streekkeuken van Steiermark.

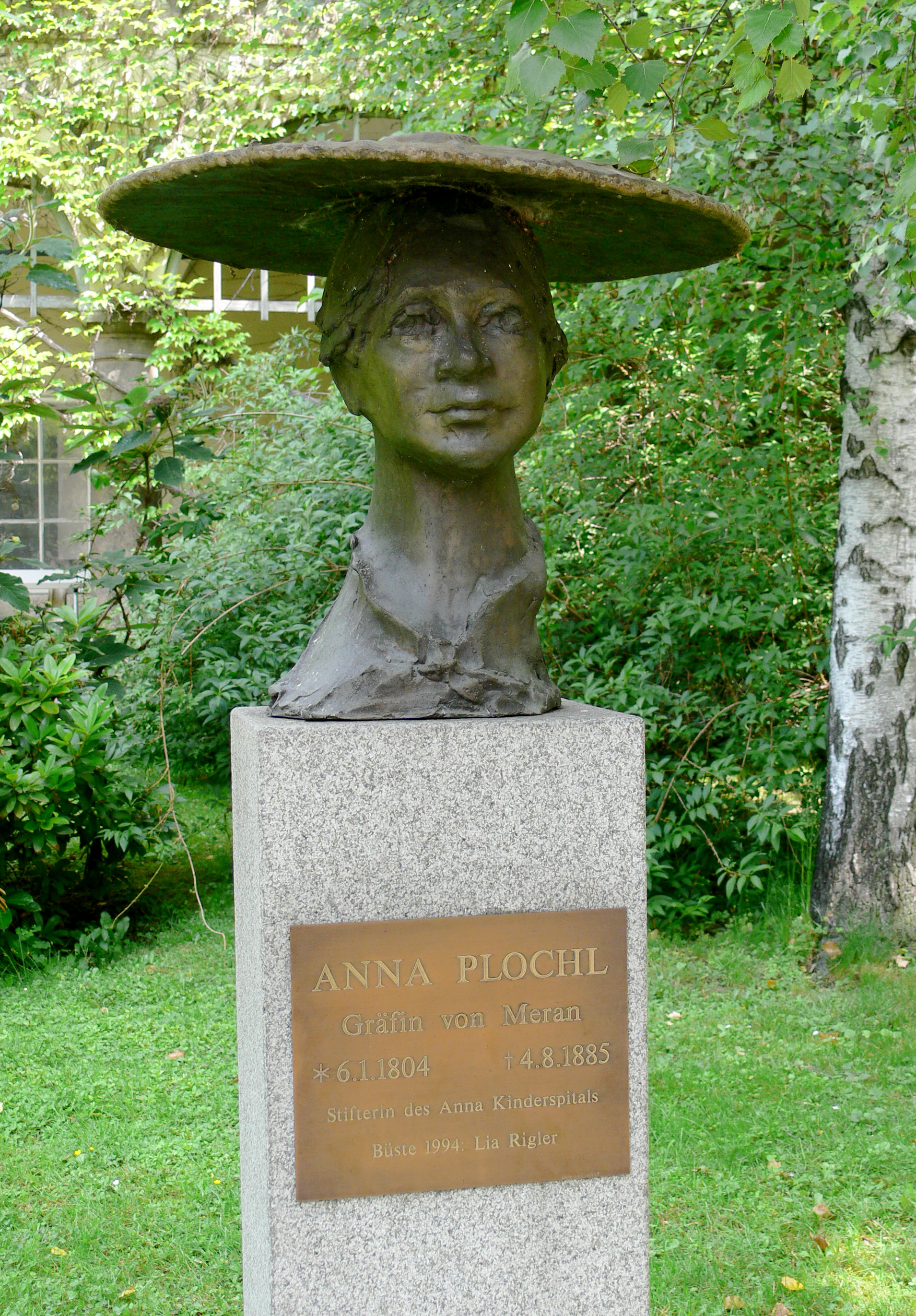
Buste Anna Plochl

Na de dood van haar man, bleef ze zich evenals hij gedaan had, inzetten voor sociale aangelegenheden in Steiermark. Zij richtte onder meer een kinderziekenhuis op, in Graz. In de eregalerij van de burcht van Graz is een buste van haar, vervaardigd door Lia Rigler, opgenomen.